# 托尔讷河谷人
托尔讷河谷人（芬蘭語：Tornionlaaksolaiset）是居住在现今瑞典北部托尔讷河谷及以西地区的芬兰人的后裔。

## 历史
托尔讷河谷人的祖先是从现今的芬兰西南地区，主要是海梅省和卡累利阿地区，迁徙过来的。定居的范围开始是在波的尼亚湾北岸和附近的河谷地区（卡利克斯河、托尔讷河及凯米河）。迁徙最迟发生在14世纪初期。

## 人口数量
瑞典在人口统计中没有区分不同的民族，据估计，自认为托尔讷河谷人的数量在3万到15万之间。由于位置偏远和人口稀少的托尔讷河谷在20世纪时受到城镇化和失业率的影响，这使得人口估计变得复杂。2006年在瑞典举行了一场有关说芬兰语及梅安语人口的广播调查。结果显示能说或能懂梅安语的人口数量在15万至17.5万之间。